# Historia del carro de combate

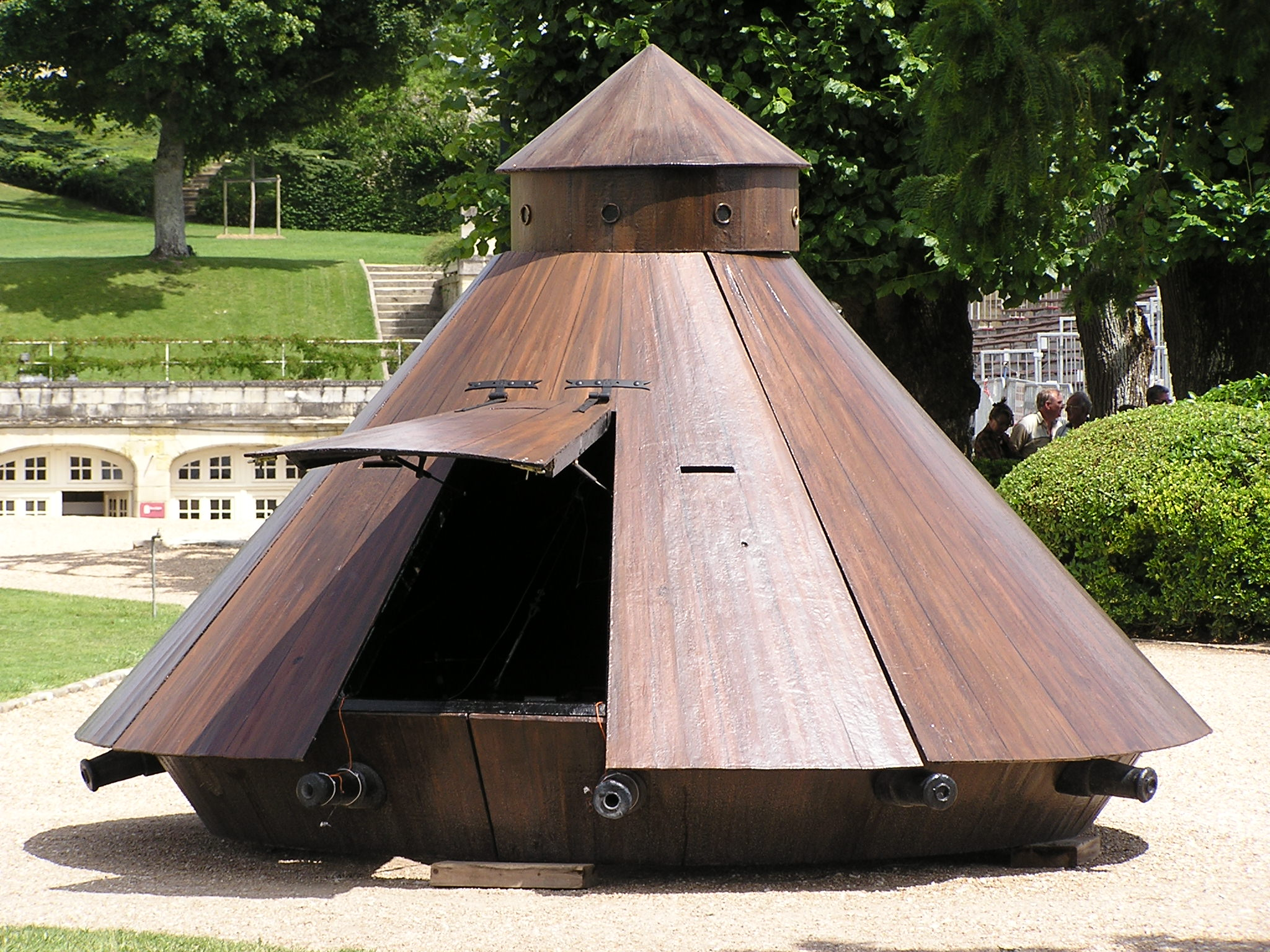
Modelo de un carro de combate basado en los dibujos de Leonardo da Vinci.

El carro de combate —también llamado tanque de guerra— fue una solución a la problemática de poder seguir avanzando mientras se está bajo fuego enemigo. La idea de utilizar algún tipo de construcción móvil como protección es también una idea antigua. Los griegos construyeron grandes torres de asedios denominadas Helepolis. Los asirios tenían barreras móviles para sus arqueros. El Imperio romano tenía torres con armadura con ruedas y armadas con catapultas. Los polacos y checos construyeron carromatos de guerra blindados con metal en la Edad Media. Leonardo Da Vinci diseñó vehículos de ataque con ruedas propulsados por hombres.
La mayoría de estas ideas antiguas se centraban en el asedio, donde las tácticas más comunes de maniobras y formación tenían un impacto menor. Los avances tecnológicos de la Revolución industrial amenazaron con convertir todas las guerras en un asedio de grandes proporciones; esto se conocería como guerra de trincheras.
Los trenes blindados podían llevar gran peso pero solo a aquellos lugares donde disponían de raíles. Los aviones podían atacar con relativa facilidad líneas de defensa, pero no podían tomar o defender el terreno por sí mismos. Los automóviles blindados, construidos por primera vez por los británicos, probaron ser útiles en la guerra pero no eran muy buenos para atravesar terrenos accidentados como trincheras. La principal limitación era la pobre relación entre el área de superficie de las ruedas en contacto con el suelo y el peso del vehículo.
Los británicos solucionaron este problema utilizando varias tecnologías para crear un nuevo tipo de arma. Combinaron las orugas, armas montadas en torretas y blindaje a prueba de balas. Denominaron a este nuevo vehículo como carro de combate.

## Durante la Primera Guerra Mundial

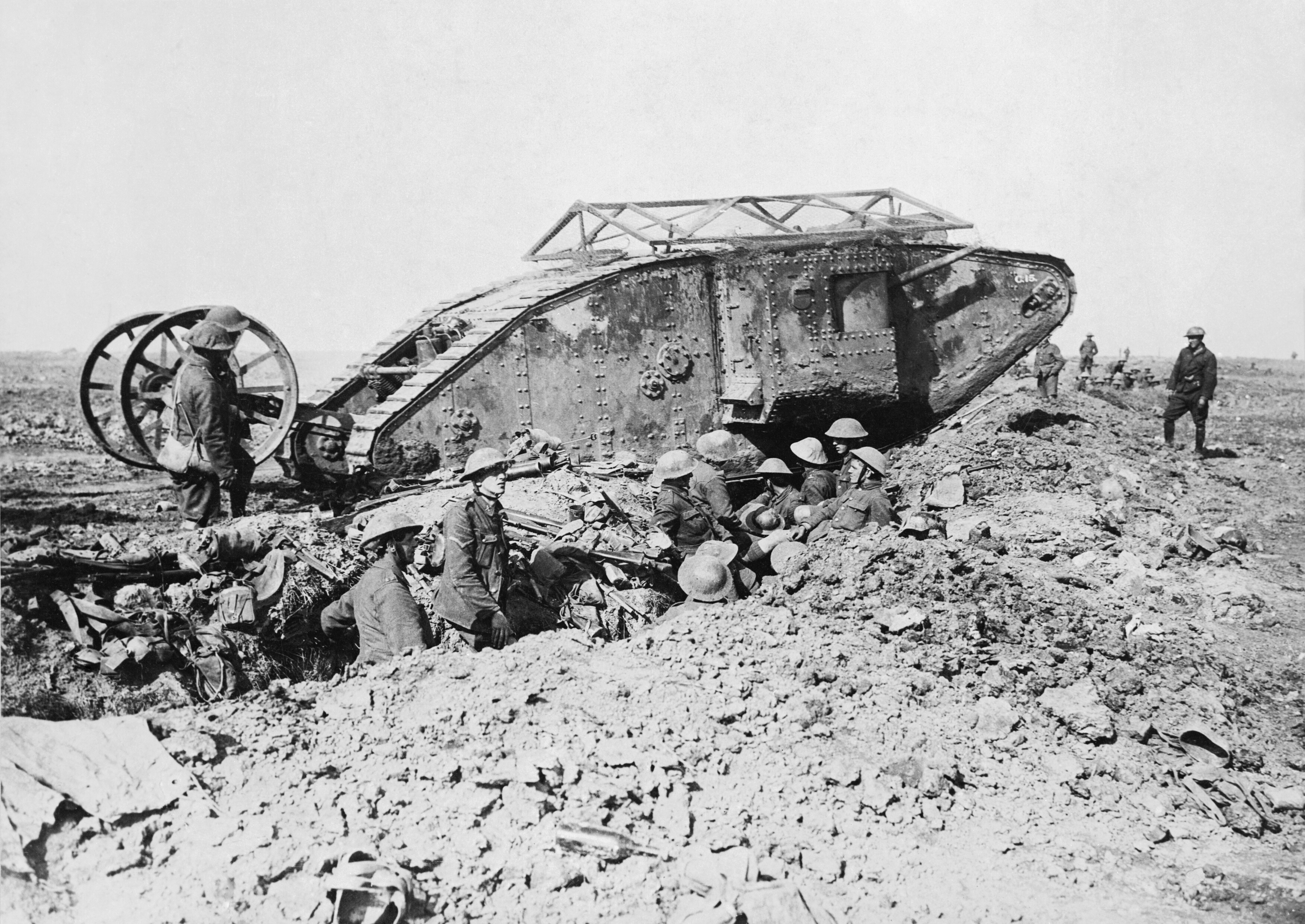
Fotografía del carro de combate Mark I, el primero de la historia.

El carro de combate fue desarrollado por el Reino Unido y Francia en la Primera Guerra Mundial como una solución al estancamiento por la guerra de trincheras que tenía el frente occidental. Uno de los objetivos primordiales era facilitar el traslado de la infantería de la trinchera amiga a la enemiga sin que ésta sufriera ningún daño, cosa difícil en la Primera Guerra Mundial, pues la infantería estaba día y noche expuesta al fuego de la infantería y la artillería enemigas. A la vez, el carro de combate causaría terror entre las filas enemigas. Cuando se dotó al carro de combate de un cañón se consiguió, no solo un medio de transporte militar todoterreno, sino que al fin tenía potencia de ataque.
El primer prototipo del Mark I fue probado el 6 de septiembre de 1916 por el Ejército Británico. Inicialmente fueron denominados «buques terrestres» (land ships) por el Almirantazgo, pero para preservar el secreto, los primeros vehículos fueron llamados «depósitos de agua». Los trabajadores de William Foster & Co. Ltd en Lincoln tenían la impresión de estar construyendo «depósitos de agua para Mesopotamia», por lo que los llamaron «tanques», y el nombre se mantuvo.
Mientras que los británicos tomaron el liderazgo en el desarrollo del carro de combate, los franceses no se quedarían atrás y presentaron sus primeros carros de combate en 1917. Los alemanes, sin embargo, fueron más lentos en la nueva arma, concentrándose en armas anticarro de combate más que en carros de combate.
Los resultados iniciales con los carros de combate fueron variados, con problemas de fiabilidad causados por desgastes considerables cuando el carro de combate entraba en combate y en el movimiento. En el terreno difícil solo carros de combate como el Mark I y el Renault FT tenían rendimientos razonables. La forma de romboide del Mark I conseguía sobrepasar obstáculos, especialmente trincheras muy anchas, con más facilidad que muchos vehículos de combate modernos.
Finalmente, el carro de combate dejó la guerra de trincheras obsoleta, y se utilizaron miles de carros de combate en el campo de batalla por las fuerzas británicas y francesas, realizando una contribución significativa a la guerra.
Junto con el carro de combate, el primer cañón autopropulsado, el primer transporte blindado de personal, y el primer transporte blindado de personal con tracción de orugas fueron también utilizados en la Primera Guerra Mundial.

## Desarrollo de entreguerras

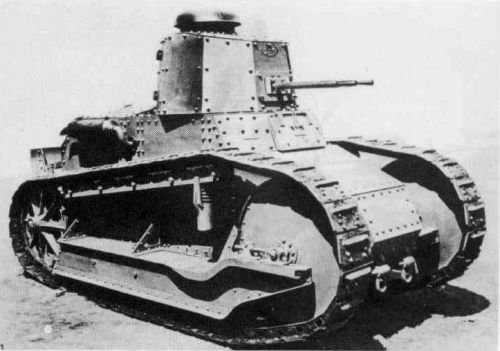
Fiat 3000 italiano.

Entre las dos guerras mundiales, con el concepto del carro de combate ya establecido, varias naciones diseñaron y construyeron carros de combate. Tras la Primera Guerra Mundial, Gran Bretaña y Francia habían emergido como los líderes intelectuales del diseño de carros de combate, con otros países generalmente siguiéndolos y adoptando sus diseños. Este liderazgo se perdería gradualmente durante los años 1920 y 1930 hacia Alemania y la Unión Soviética.
Los diseños finales de 1918 mostraron distintas tendencias. Los británicos junto a los estadounidenses construyeron el Mark VIII, un diseño romboide de 11 m de longitud y 37 toneladas de peso propulsado por un motor de 12 válvulas y 300 CV que podía moverse a 11 km/h a campo través. Estaba claro, a partir de los diseños de otras naciones, que la forma de romboide no iba a continuar dominando el desarrollo futuro: los italianos, franceses y alemanes estaban produciendo carros de combate de casco y torretas más compactas y perfiles de las orugas más bajos.
Por todo el mundo se consideraban los distintos tamaños del carro de combate, y se realizó mucho esfuerzo en el desarrollo del carro de combate ligero que sería útil principalmente contra la infantería o para su uso en las colonias. Las dificultades económicas de los años 1920 dirigieron el énfasis hacia el carro de combate liviano, ya que era más barato que los carros de combate medios y pesados. Sin embargo, la guerra civil española mostró que los enfrentamientos carro contra carro y carro contra armas anticarro tendrían una consideración importante. Estaba claro que en el futuro se necesitaría un carro de combate fuertemente blindado y armado.
Mientras que la forma del carro de combate estaba creada (hasta entonces) por consideraciones para saltar un obstáculo, ahora se convertía en una necesidad mantener un perfil bajo para ahorrar peso y poder ocultarse.
El diseño del carro de combate se convirtió en una cuestión política, de hecho, en Gran Bretaña, la opinión militar estaba dividida sobre el futuro de la guerra acorazada. J.F.C. Fuller estaba completamente convencido de que solamente el carro de combate tendría un futuro en el campo de batalla. Basil Liddell Hart previó una guerra donde todos los cuerpos del ejército, infantería, carros de combate y artillería serían mecanizados, asemejándose a flotas de buques de tierra, y aunque se realizaron experimentos en estos campos, no serían adoptados.
Posteriormente, las ideas de Liddel Hart se probarían como correctas, aunque tendrían que pasar sesenta años para que los países más ricos convirtieran estas ideas en una realidad.
El primer conflicto armado en América donde se emplearon, por primera vez, carros de combate y tanquetas, fue la Guerra del Chaco, (1932-1935), donde se enfrentaron Bolivia y Paraguay por el control del Chaco Boreal. Los blindados fueron únicamente usados por Bolivia, siendo el primer país del continente americano que los utilizó en combate.
Los blindados demostraron no ser muy aptos para el terreno del Chaco, por el calor y la geografía del terreno.

## Durante la Segunda Guerra Mundial

El M3 Lee, un carro de combate de múltiples torretas.

Durante la Segunda Guerra Mundial, el carro de combate alcanzó nuevas cotas de capacidad y sofisticación. Los primeros carros de combate de la Alemania Nazi eran tecnológicamente inferiores a los de sus oponentes en las áreas de blindaje y potencia de fuego. Fue en su empleo táctico donde los carros de combate tudescos dominaron a sus rivales al comienzo del conflicto. La doctrina alemana se enfocaba en el uso de fuerzas combinadas, implicando el apoyo de la infantería móvil y la aviación, y, después de su sorprendente éxito en la batalla de Francia, en la táctica de guerra relámpago (blitzkrieg).
Esta doctrina requería que los alemanes equipasen sus carros de combate con radios, lo que proporcionaría mayor control y mando. En contraste, la mayoría de los carros de combate ligeros franceses carecían de radios, esencialmente porque su doctrina de batalla estaba basada en el avance lento, conforme a unos movimientos planificados. Los carros de combate franceses generalmente sobrepasaban a los alemanes en blindaje y potencia de fuego en la campaña de 1940, pero su falta de mando y control hizo que estas ventajas fueran irrelevantes en el resultado final.
De igual modo que en la Primera Guerra Mundial, se experimentó con los tamaños eficaces del carro de combate. En el lado de los carros pesados, la URSS desarrolló el T-28 de 95 toneladas y la Alemania Nazi creó el prototipo Maus de 188 toneladas, aunque ninguno de los dos entró en servicio. La tendencia hacia carros de combate más pesados era inequívoca durante la guerra. En 1939, la mayoría de los carros de combate tenían 30 mm o menos de blindaje, y un cañón de calibre 37 a 47 mm; los carros de combate medios pesaban unas 20 toneladas. En 1945, la coraza creció hasta los 100 mm, y el cañón hasta los 75 a 85 mm y los pesos de 30 a 45 toneladas. Los carros de combate ligeros, que eran los mayoritarios en los ejércitos a comienzos de la guerra, gradualmente desaparecieron y solo serían utilizados para tareas muy específicas.
Las torretas, que siempre habían sido consideradas, pero no eran universales, fueron reconocidas como esenciales. La necesidad de que el cañón pudiera ser utilizado contra blancos acorazados requería que fuera de gran tamaño y que tuviese la posibilidad de apuntar hacia cualquier ángulo. Las armas montadas en el casco necesitaban que el vehículo se expusiera al fuego enemigo.
Los diseños de múltiples torretas y cañones como el T-35 soviético, el M3 Lee estadounidense, el Char B francés o el A-9 Cruiser británico fueron disminuyendo durante la guerra. Se demostró que el disparo de varias armas no se controlaba con eficacia por la tripulación del carro de combate; además, las nuevas armas de doble propósito eliminaban la necesidad de múltiples armas. La mayoría de los carros de combate mantuvieron una ametralladora en el casco, y generalmente una o dos ametralladoras en la torreta, para defensa contra infantería.
Durante la guerra se comenzó a equipar los carros de combate con radios, mejorando la coordinación de movimientos. En 1943, los radioemisores-receptores eran comunes. Los carros de combate fueron adaptados para una amplia gama de operaciones militares, incluyendo la limpieza de minas y tareas de ingenieros. Se utilizaron modelos específicos, como carros de combate lanzallamas, de recuperación para trasladar carros de combate inmovilizados, de mando con varias radios, etc. Algunas de estas variantes continúan como otras clases de vehículos de combate blindados, y no son denominados carros de combate.
Las principales potencias desarrollaron además los cazacarros y cañones de asalto, vehículos acorazados que utilizaban cañones de gran calibre, pero generalmente sin torreta. Los vehículos con torreta era caros de fabricar comparados con aquellos que no la tenían. Se vio una tendencia en la Segunda Guerra Mundial de utilizar el chasis de carros de combate antiguos para montar cañones grandes. El T-34 soviético utilizaba un cañón de 85 en su torreta, pero el mismo chasis se podía armar con un cañón de 100 mm con torreta fija como en el SU-100. El Panzer II fue modificado para utilizar un cañón de 75 mm Pak 40 como Marder II, mientras que el Panzer III fue la base para el Sturmgeschütz III.

## Durante la Guerra Fría

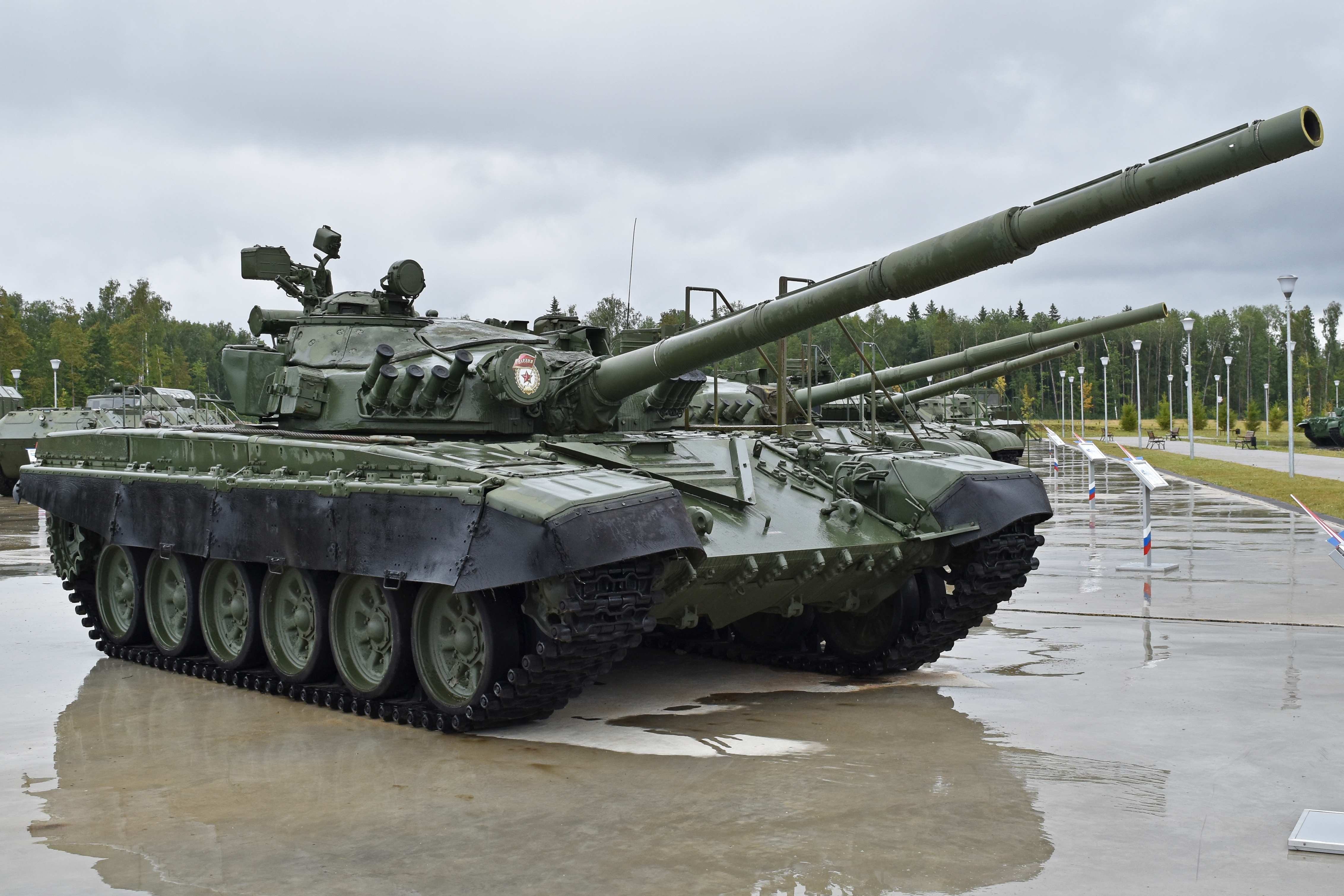
T-72 soviético.

Durante la Guerra Fría, las fuerzas en Europa se dividieron entre los países del Pacto de Varsovia y los países de la OTAN. La dominación de la Unión Soviética en el Pacto de Varsovia creó un estándar efectivo en algunos diseños de carros de combate. En contrapartida, los principales países de la OTAN, Francia, Reino Unido y Estados Unidos crearon sus propios diseños, con poco relación en común.
Tras la Segunda Guerra Mundial, el desarrollo del carro de combate continuó debido a la Guerra Fría. No solo se continuó fabricando grandes cantidades de carros de combate sino que la tecnología avanzó con mayor velocidad. Los carros de combate eran cada vez de mayor tamaño, mejor armados y más blindados y mucho más efectivos. Los aspectos de la tecnología de los cañones cambiaron significativamente, con el diseño de nuevos tipos de proyectiles más eficaces.
Muchos de los cambios en el diseño de carros de combate han sido refinamientos en el control de fuego, estabilización del cañón, comunicaciones y comodidades para la tripulación.

## Entrando en elsigloXXI
Con el final de la Guerra Fría en 1991, se comenzó a cuestionar la importancia del carro de combate tradicional. Muchas naciones redujeron su número de carros de combate o los sustituyeron por vehículos blindados más livianos con la mínima protección.
Tras la desaparición de los bloques de las superpotencias, las industrias militares de Rusia y Ucrania podían vender sus carros de combate a todo el mundo. La India y Pakistán actualizaron sus carros de combate viejos y compraron nuevos T-84 y T-90 de antiguos estados soviéticos. Ambos han demostrado los prototipos que los países respectivos no han adoptado para su propio uso, sino diseñados exclusivamente para competir con las ofertas occidentales en el mercado.

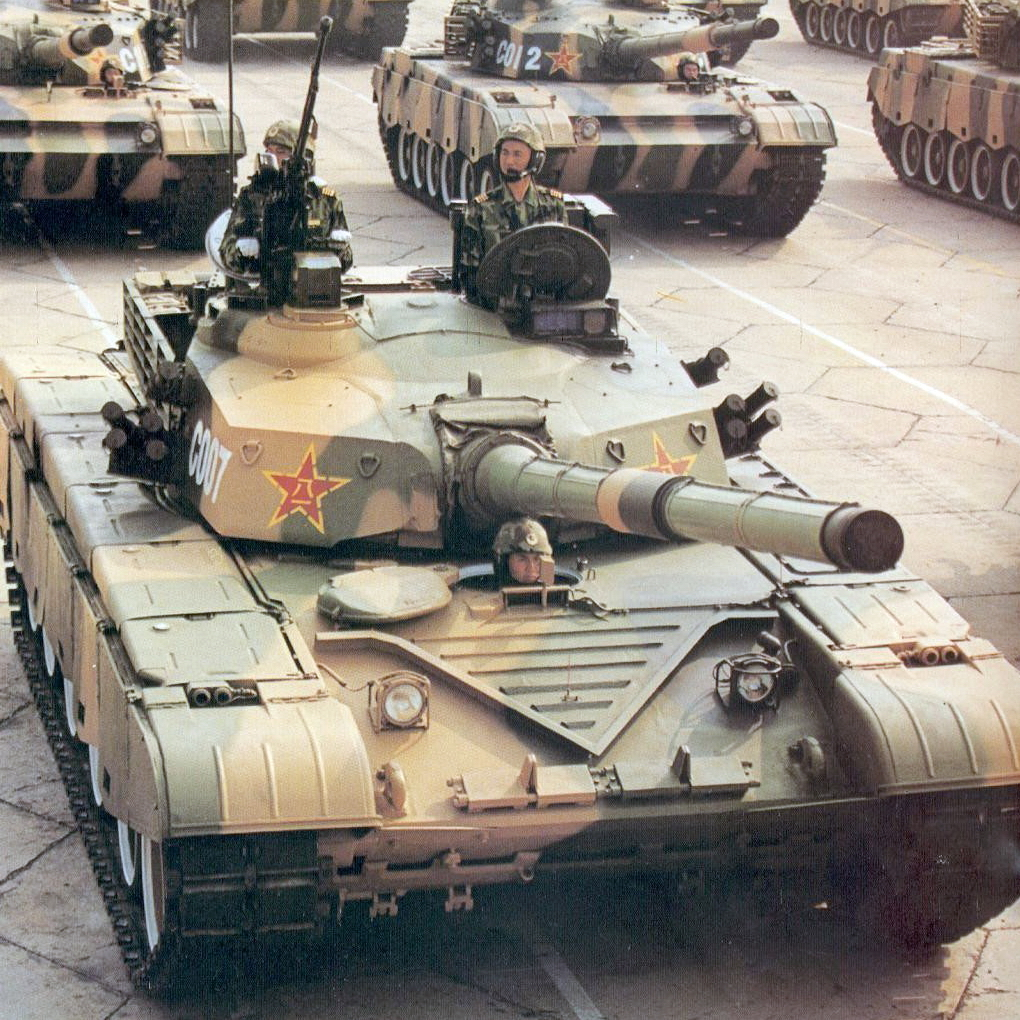
El Tipo 99 es el último carro de combate de combate principal introducido en el Ejército de la República Popular China.

Ucrania ha desarrollado el T-84-120 Oplot, que puede disparar munición de 120 mm OTAN y misiles anticarro de combate guiados (ATGM) a través de su cañón. Tiene una nueva torreta con un sistema de recarga automático, pero imita los diseños occidentales en cuanto al compartimento blindado de la munición para mejorar la supervivencia de la tripulación.
El ruso Chiorny Oriol (Águila Negra) está basado en un chasis alargado del T-80. Se mostró por primera vez en la segunda Exhibición Internacional de Armamento en 1997, con un blindaje pesado y una nueva torreta que separaba la tripulación de la munición. El prototipo tenía un cañón de 125 mm, pero se cree que puede llevar un nuevo cañón de 152 mm.
El carro de combate de combate principal italiano C1 Ariete es uno de los últimos diseños, entregado desde 1995 a 2002. En comparación con el primer carro de combate, el Mark I, ambos son de igual tamaño, pero el Ariete pesa el doble (54 toneladas frente a 25 toneladas) y tiene una velocidad diez veces mayor (60 km/h frente los 6 km/h del Mark I).
Una cantidad de ejércitos está considerando eliminar completamente los carros de combate, utilizando una mezcla de cañones anticarro de combate en ruedas y vehículos de combate de infantería, aunque en general hay resistencia a este cambio ya que las grandes potencias mantienen una gran cantidad de ellos, en fuerzas activas o en la reserva. No existe una alternativa probada, y los carros de combate mantienen una buena reputación en los conflictos más recientes.